# La gazza ladra (film 1964)
La gazza ladra è un film d'animazione del 1964, diretto da  Giulio Gianini ed Emanuele Luzzati.
Prende il nome dall'opera omonima di Gioachino Rossini, di cui utilizza l'ouverture come commento sonoro, senza però che sia basata sullo stesso soggetto del melodramma.

## Trama
tre re potenti sia in mare che in terra

strinsero un patto di mutua alleanza

per poter prendere una bella vacanza

così alla testa di mille drappelli...

si misero in marcia per far guerra agli uccelli.»
(dai titoli di testa)
Tre re partono con un enorme corteo di cavalieri, che con archi e frecce fanno strage di uccelli. Una gazza però sfugge loro e si mette a creare dei problemi ai sovrani: prima ruba loro le corone dalla testa, poi sforacchia le nubi per far piovere su di loro, infine genera delle onde che sballottano gli ombrelli su cui i tre re hanno trovato rifugio a mo' di barchette. Riguadagnata la terra, i re con i loro cortigiani si asserragliano in un palazzo, che la gazza e gli altri uccelli superstiti si mettono a smantellare, facendolo assomigliare ad un'enorme gabbia contenente uomini.

## Colonna sonora
La colonna sonora è costituita dall'ouverture della Gazza ladra di Gioachino Rossini.

## Riconoscimenti
Il cortometraggio vinse il Grand Prix del Melbourne International Film Festival nel 1965 e fu candidato all'edizione 1966 del Premio Oscar nella categoria del migliore cortometraggio animato.

## Distribuzione

### DVD
Il film è disponibile dal 2009 in un DVD, distribuito dall'Editore Gallucci, intitolato Omaggio a Rossini, assieme agli altri cortometraggi L'Italiana in Algeri e Pulcinella.